# أبو الهولاوية
أبو الهولاوية (الاسم العلمي: Sphingini) هي قبيلة من الحشرات تتبع فصيلة عثث أبو الهول من رتبة حرشفيات الأجنحة.

## أجناس
- أبو الهول
- المندوكة

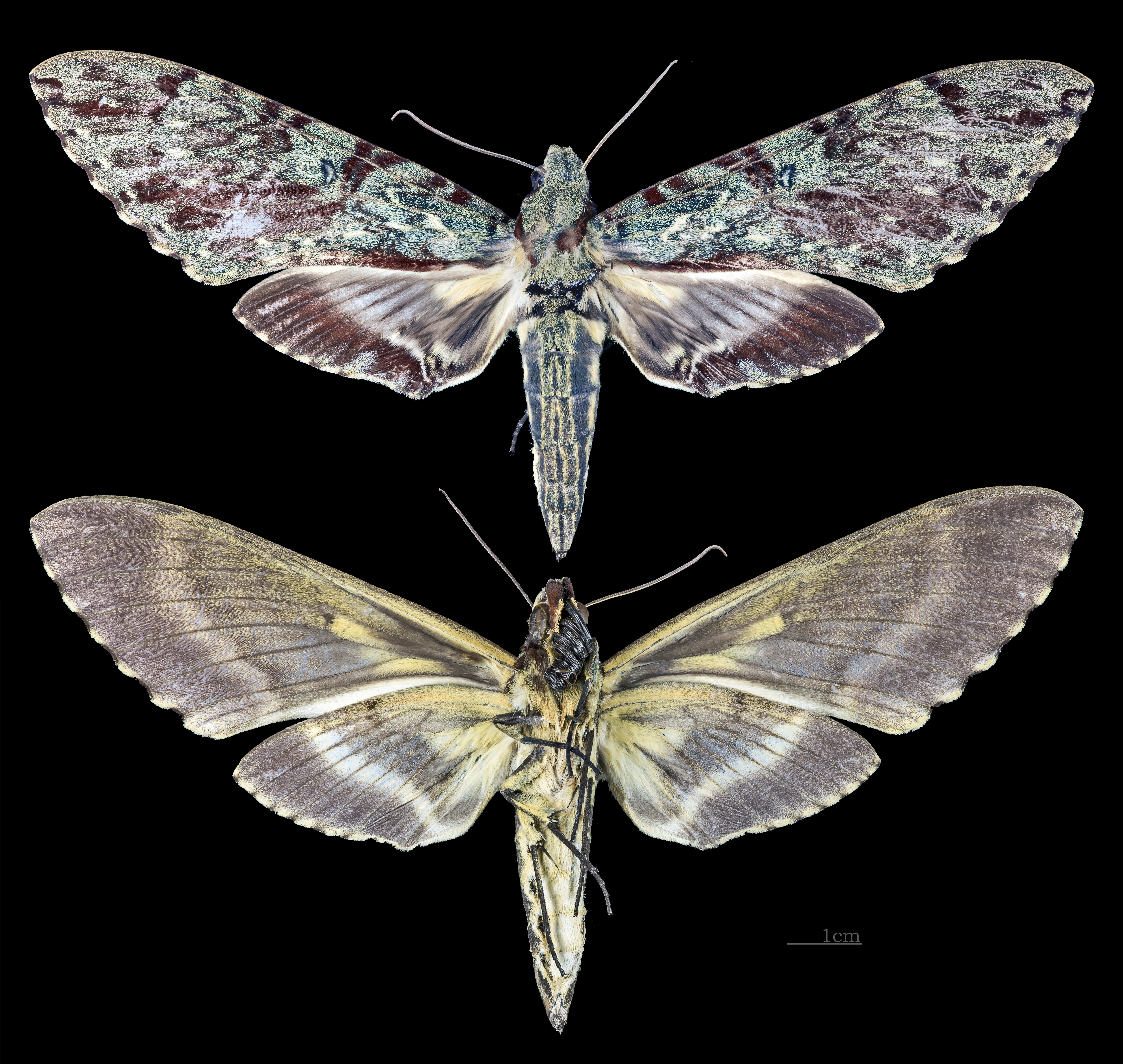
Amphimoea
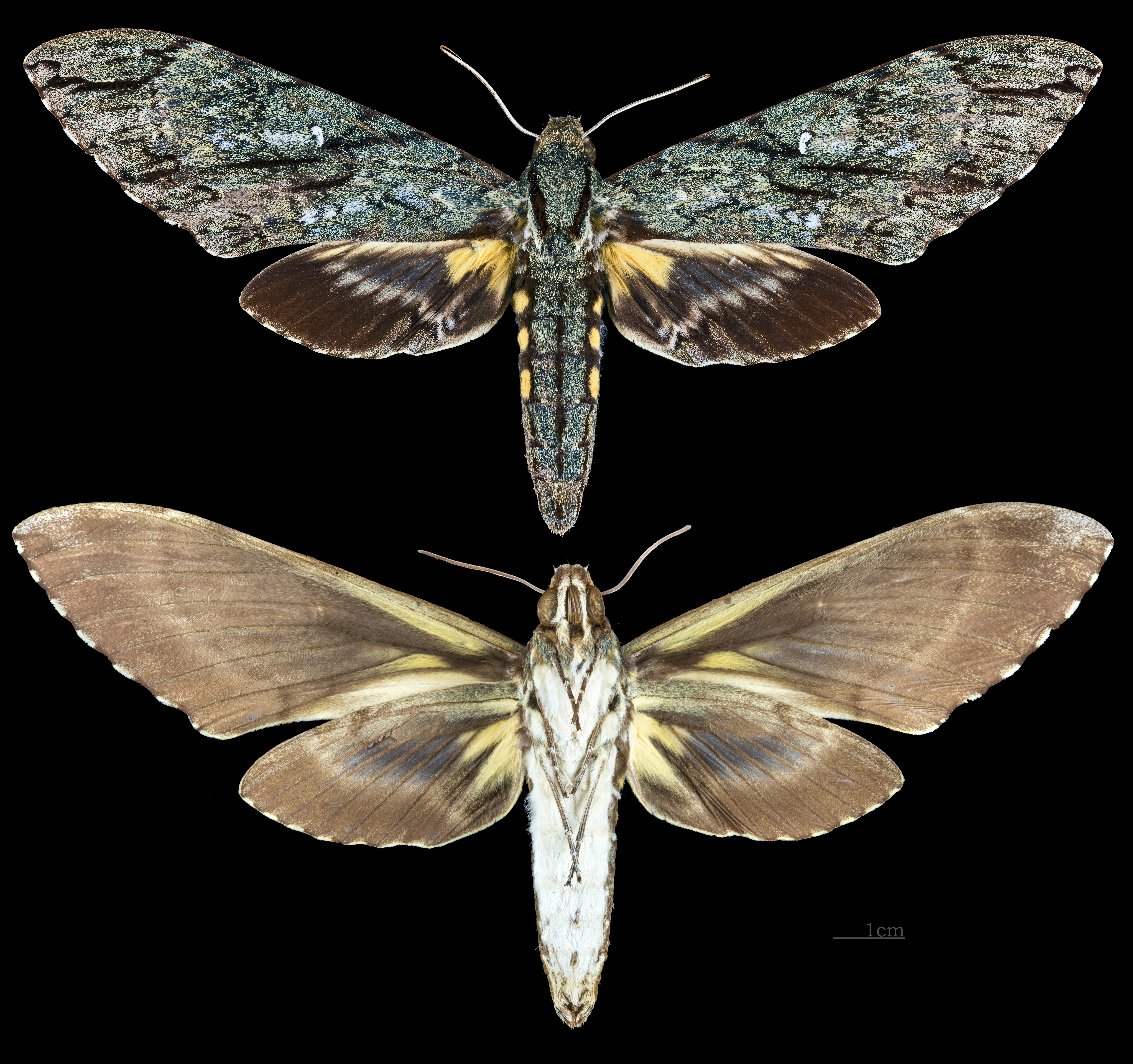
Amphonyx
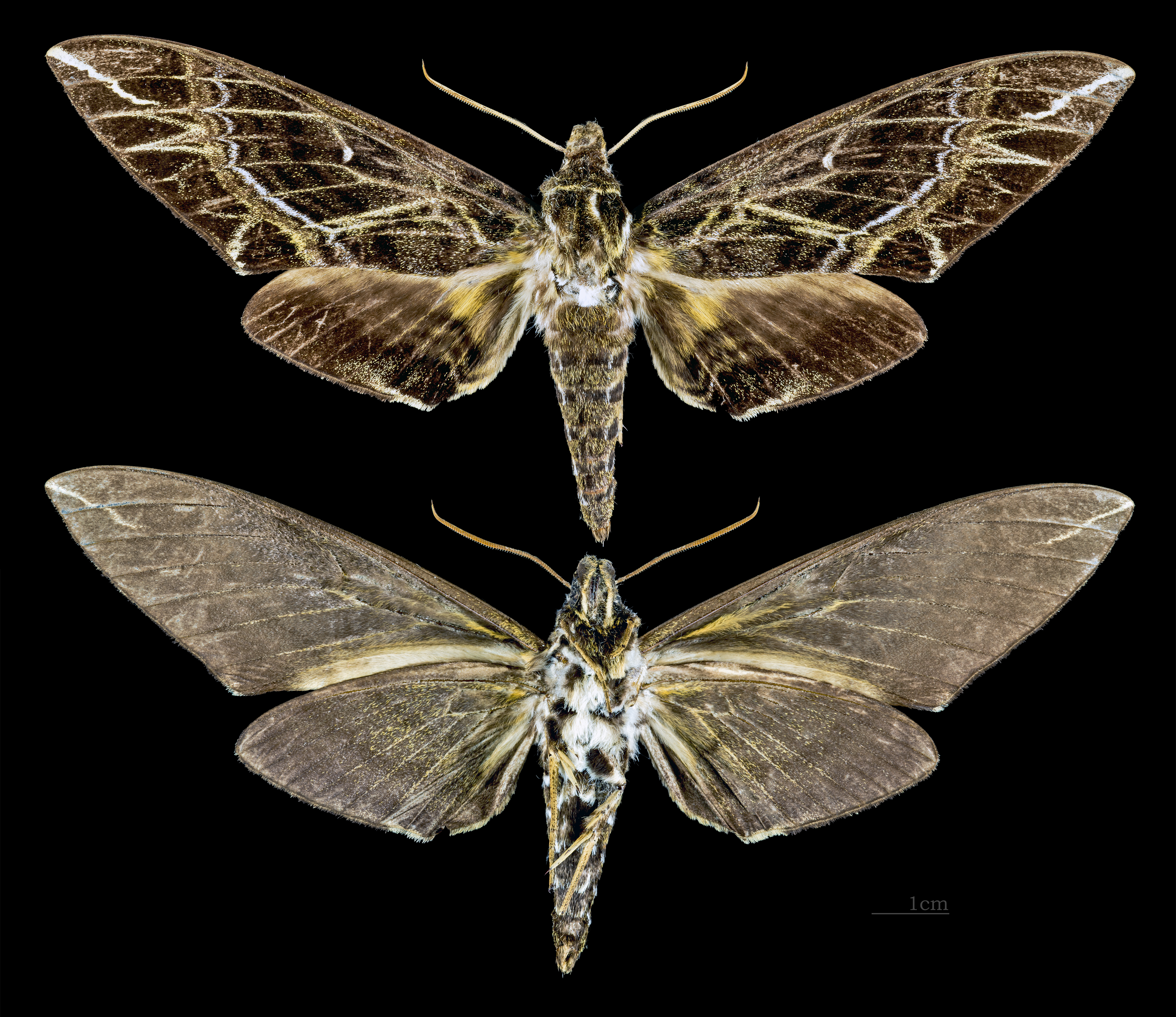
نهاية العالم
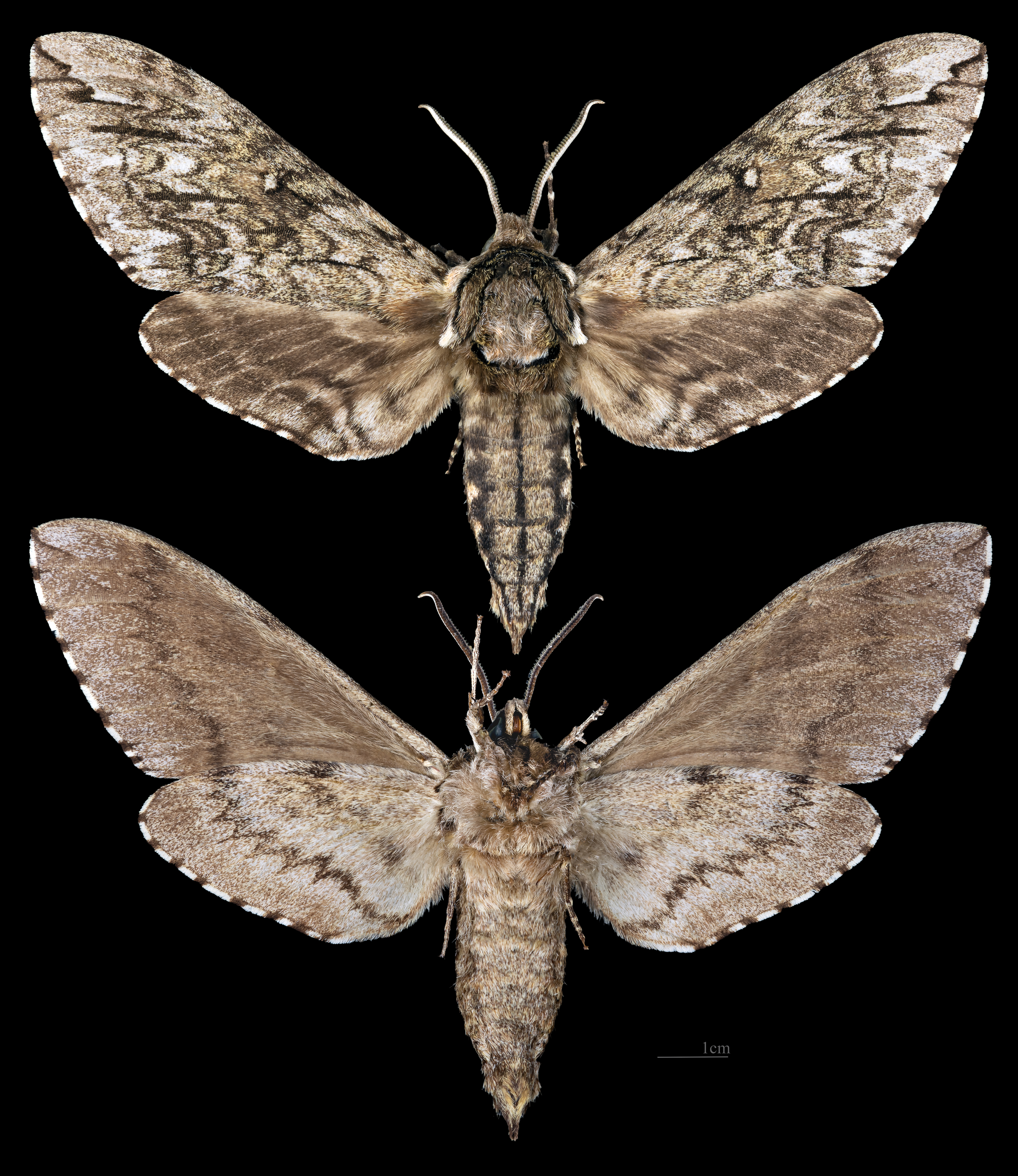
Ceratomia
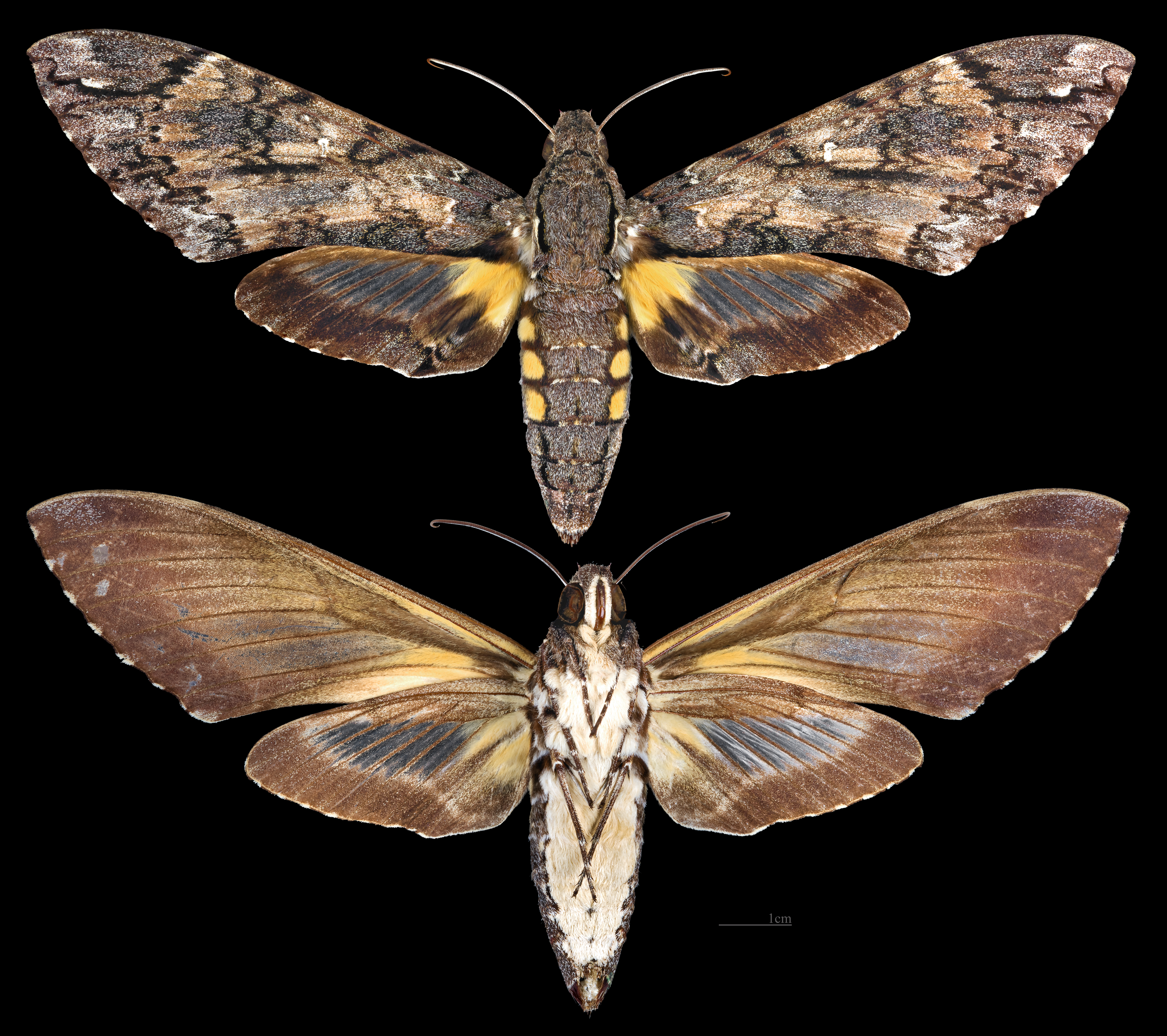
Cocytius
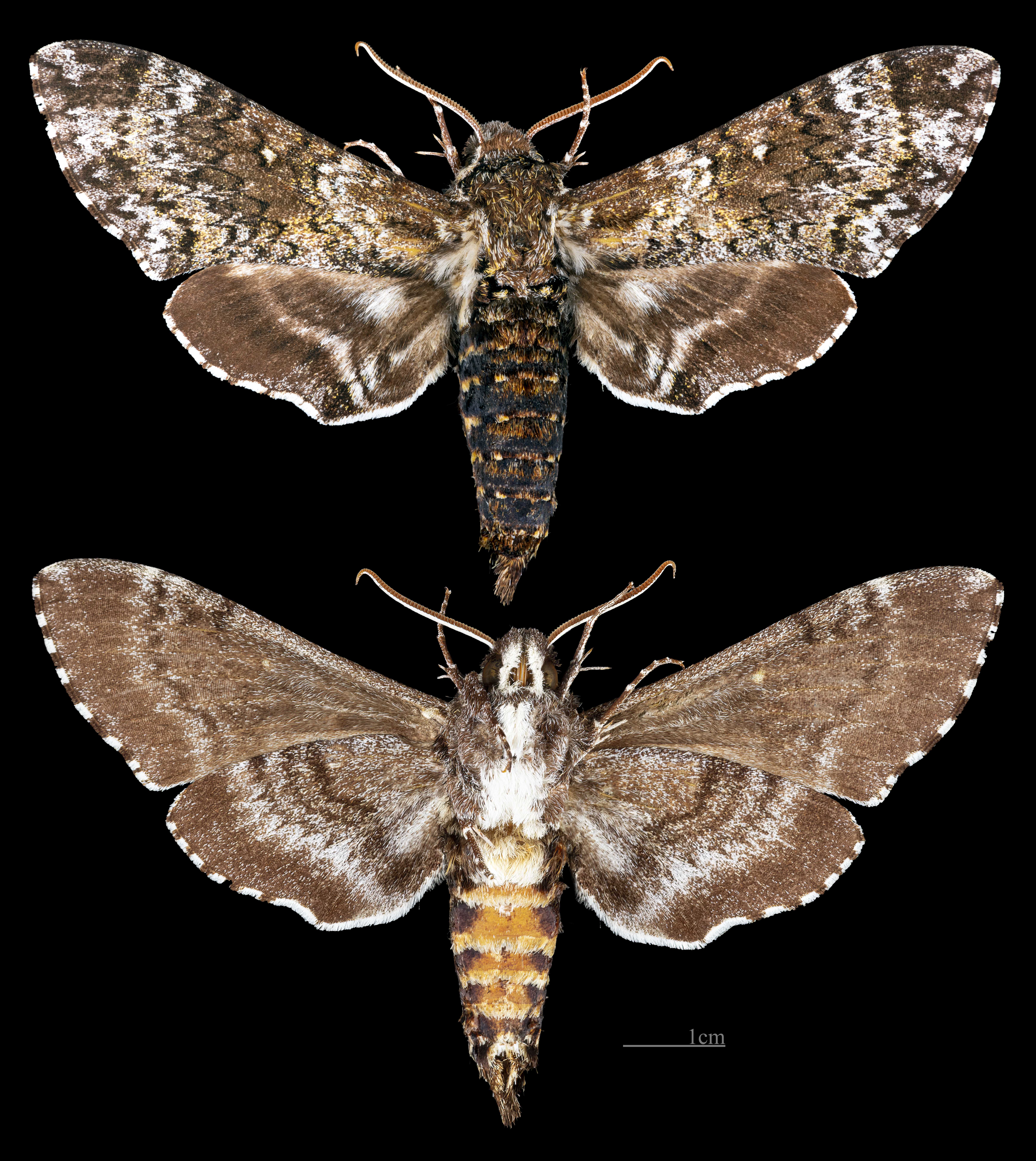
Dolba
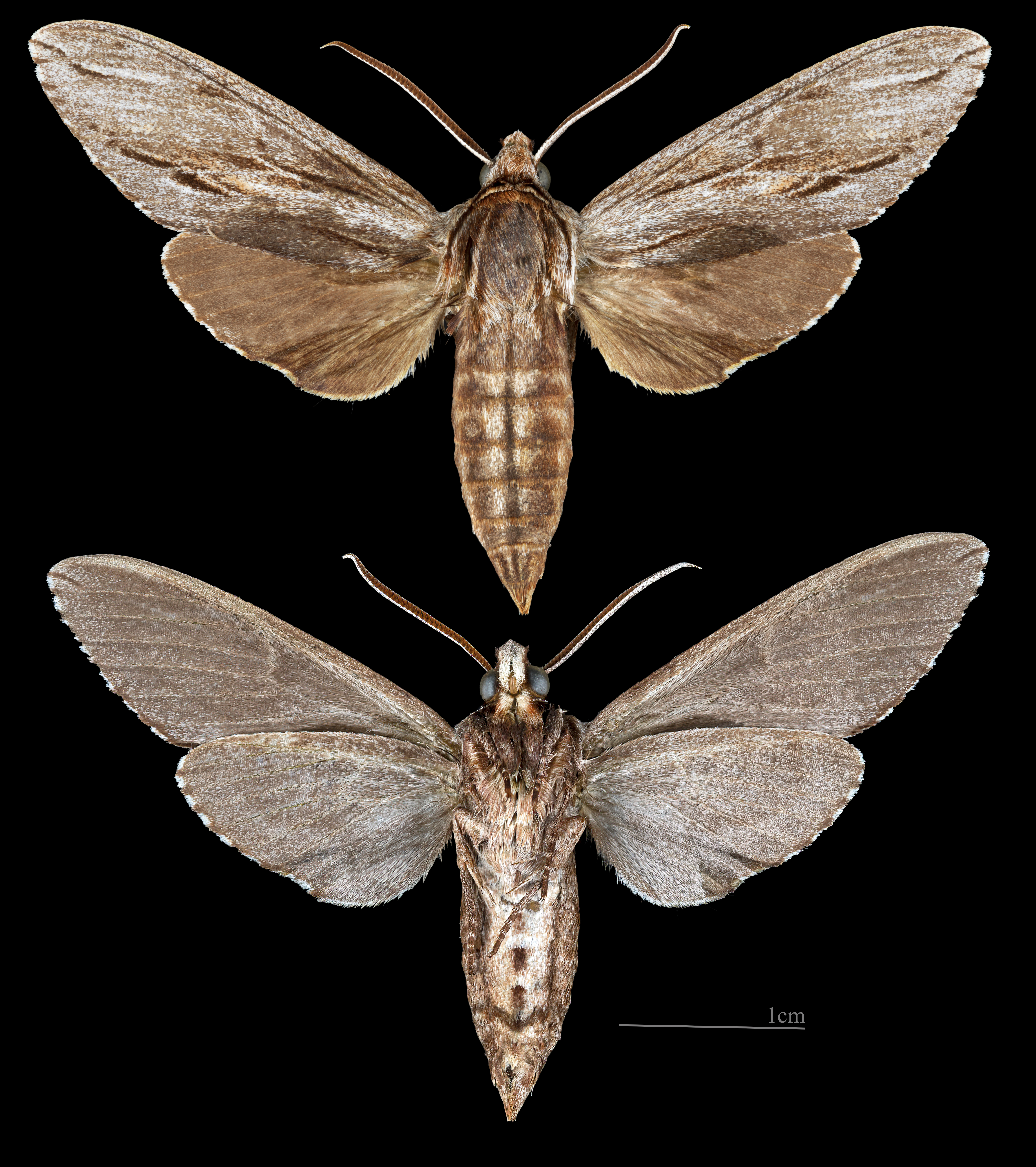
Isoparce
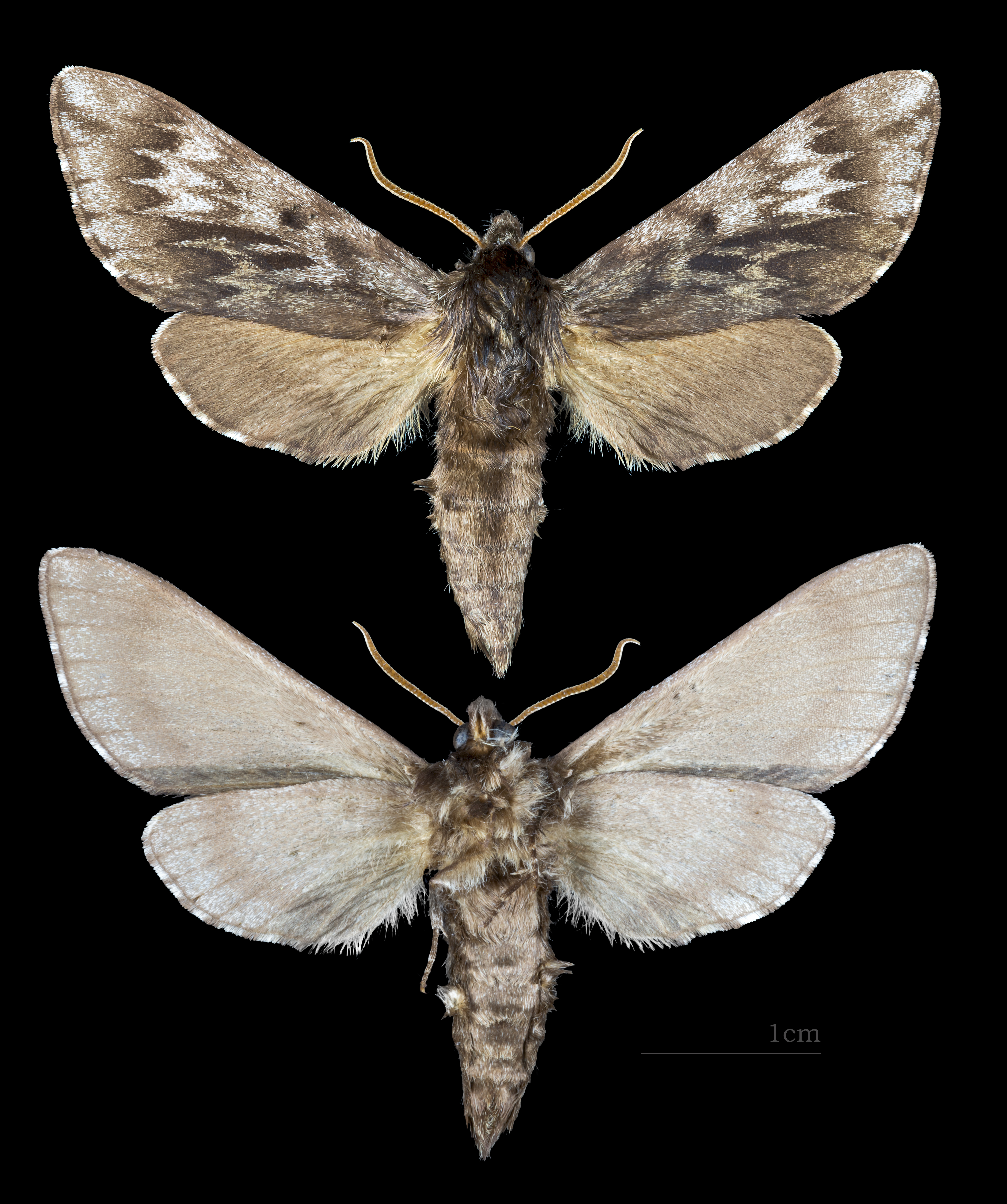
Lapara
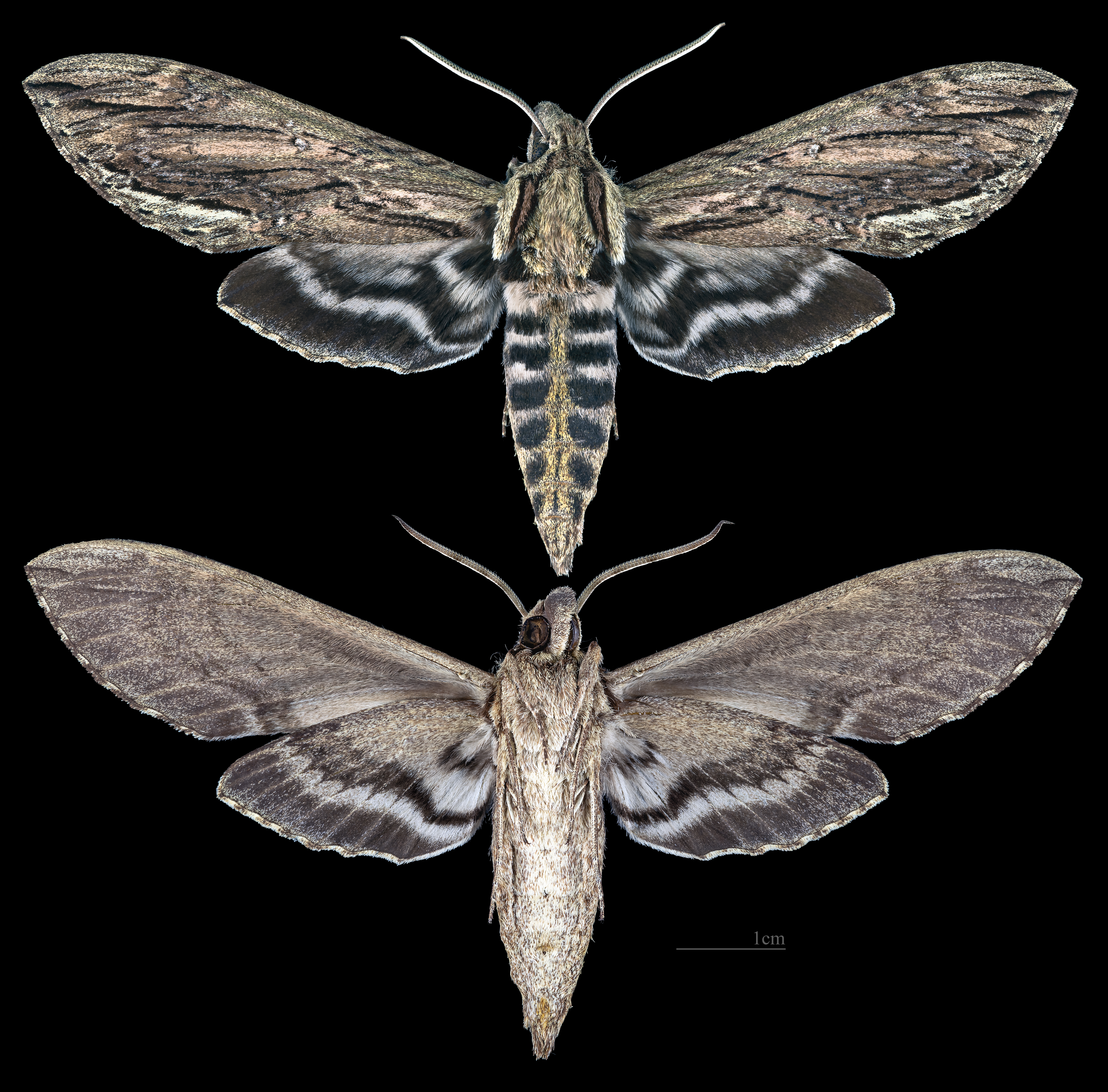
Lintneria
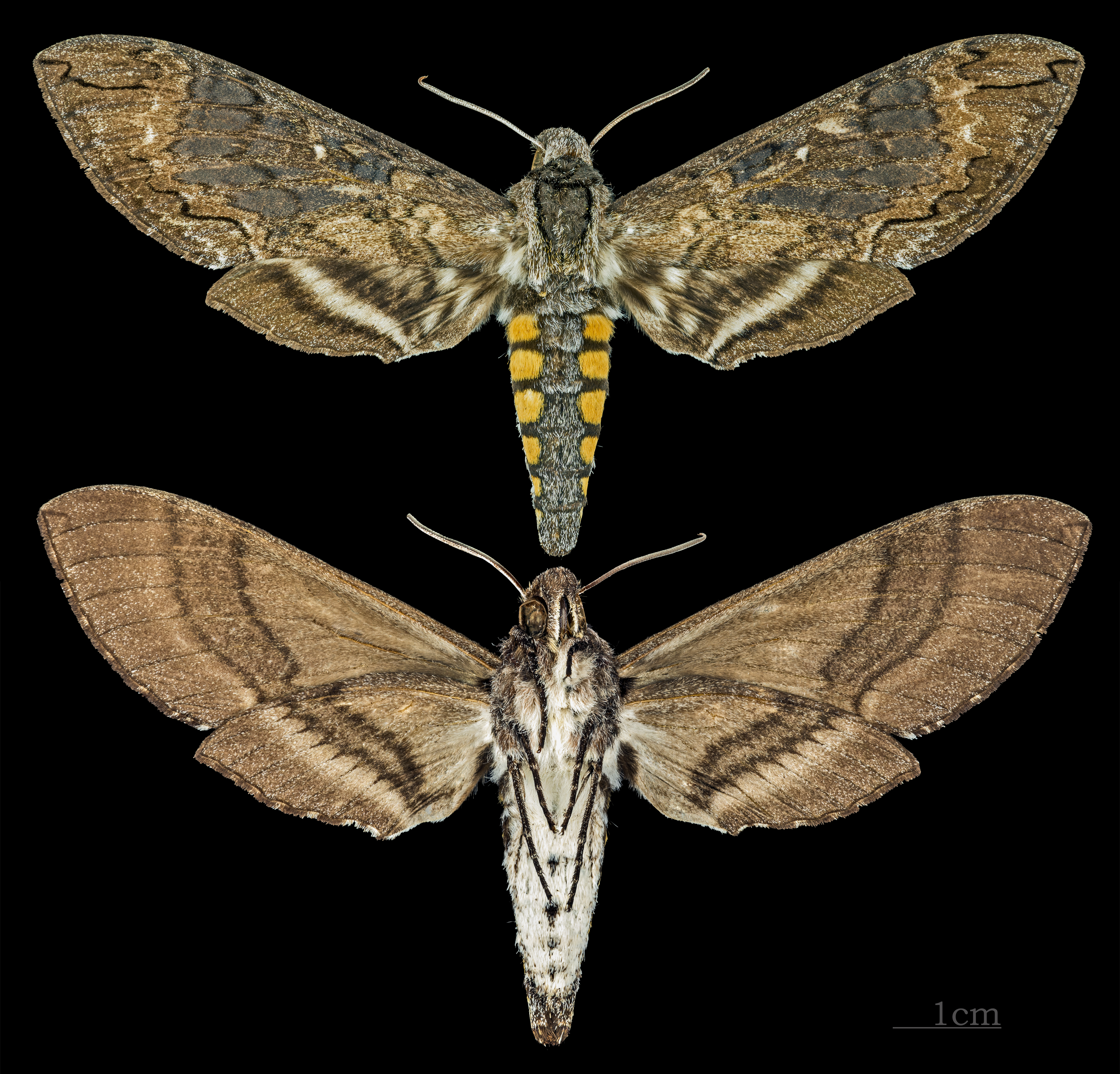
مندوكة
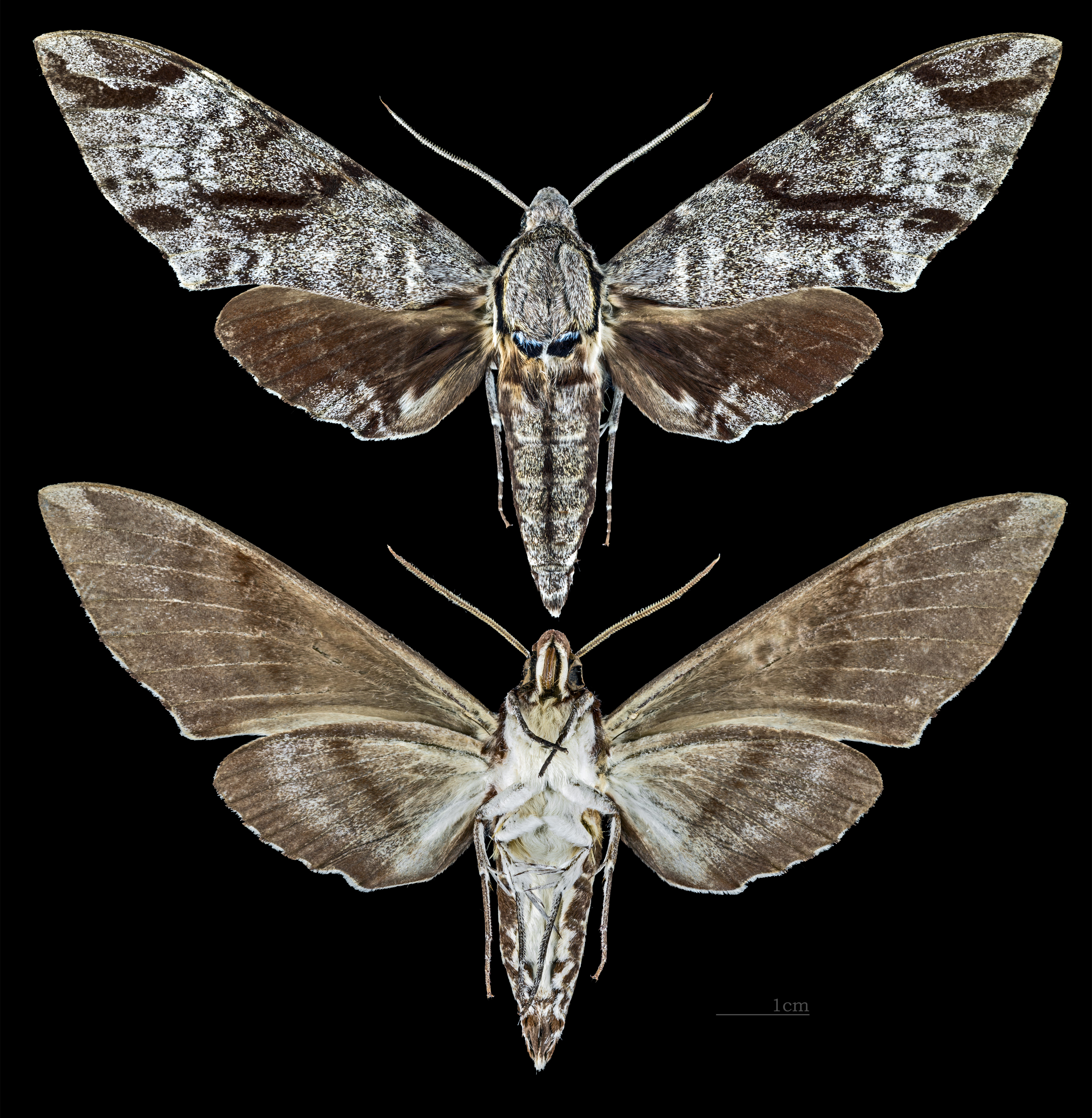
Meganoton
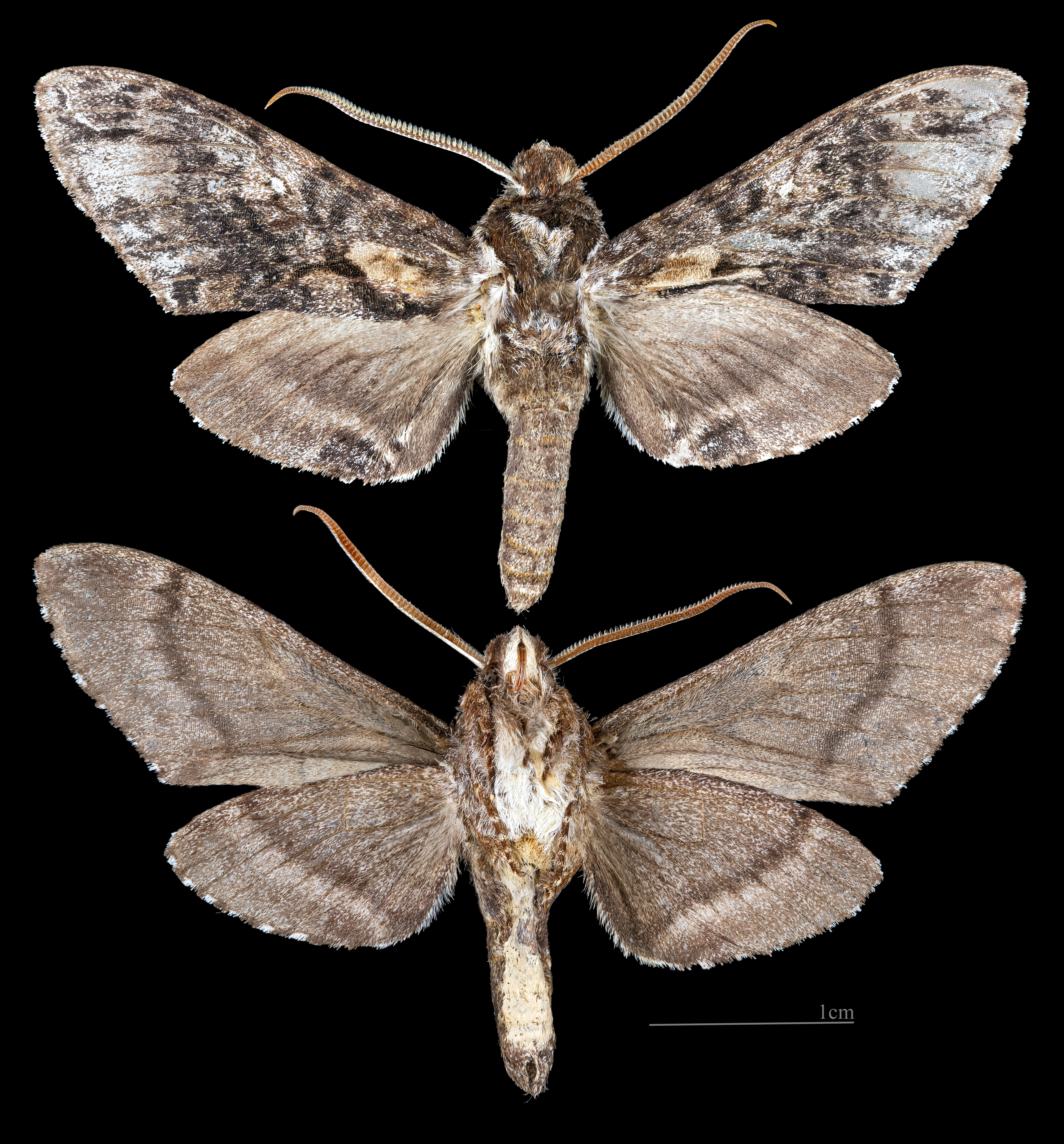
Nannoparce balsa
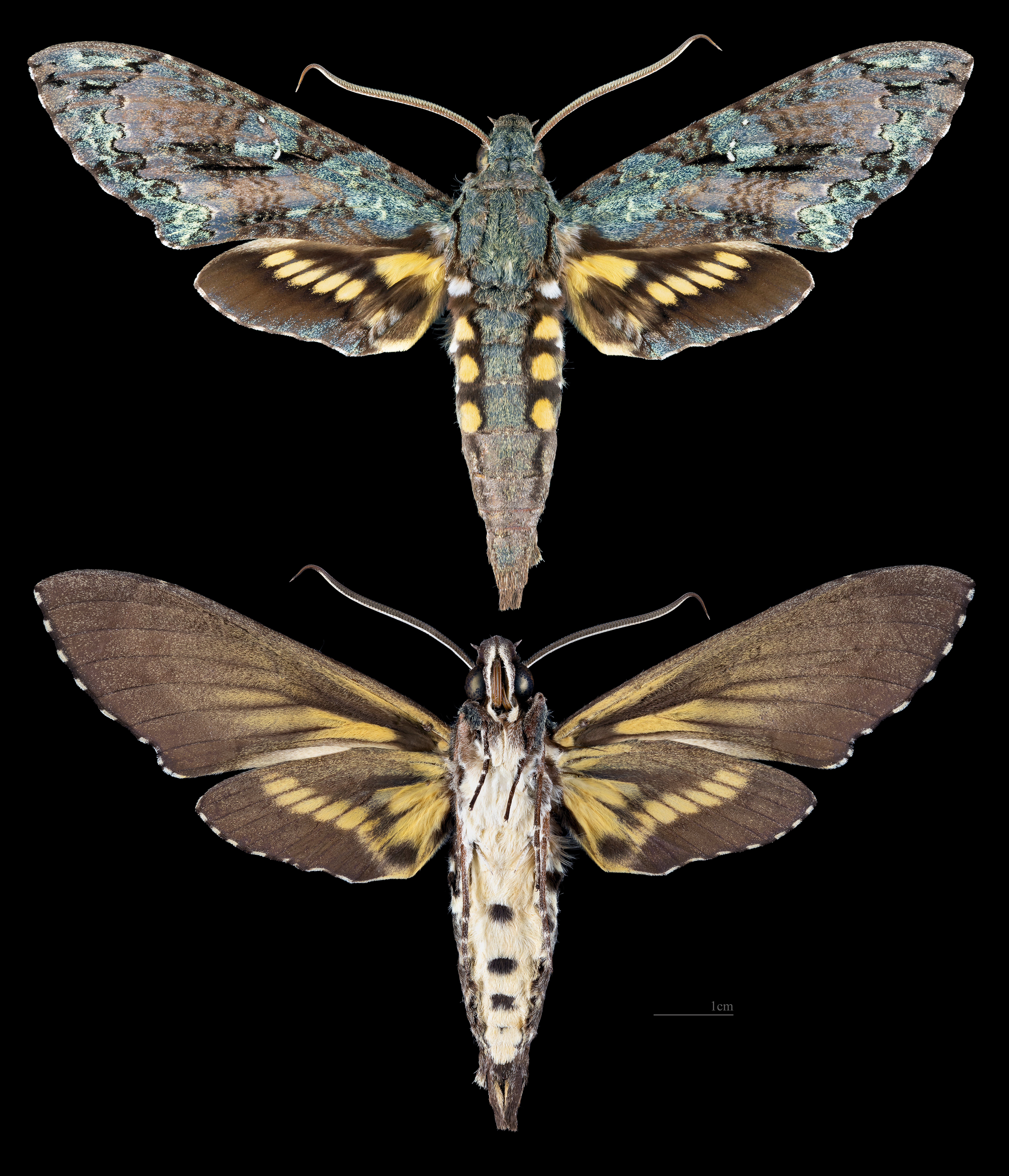
Pseudococytius
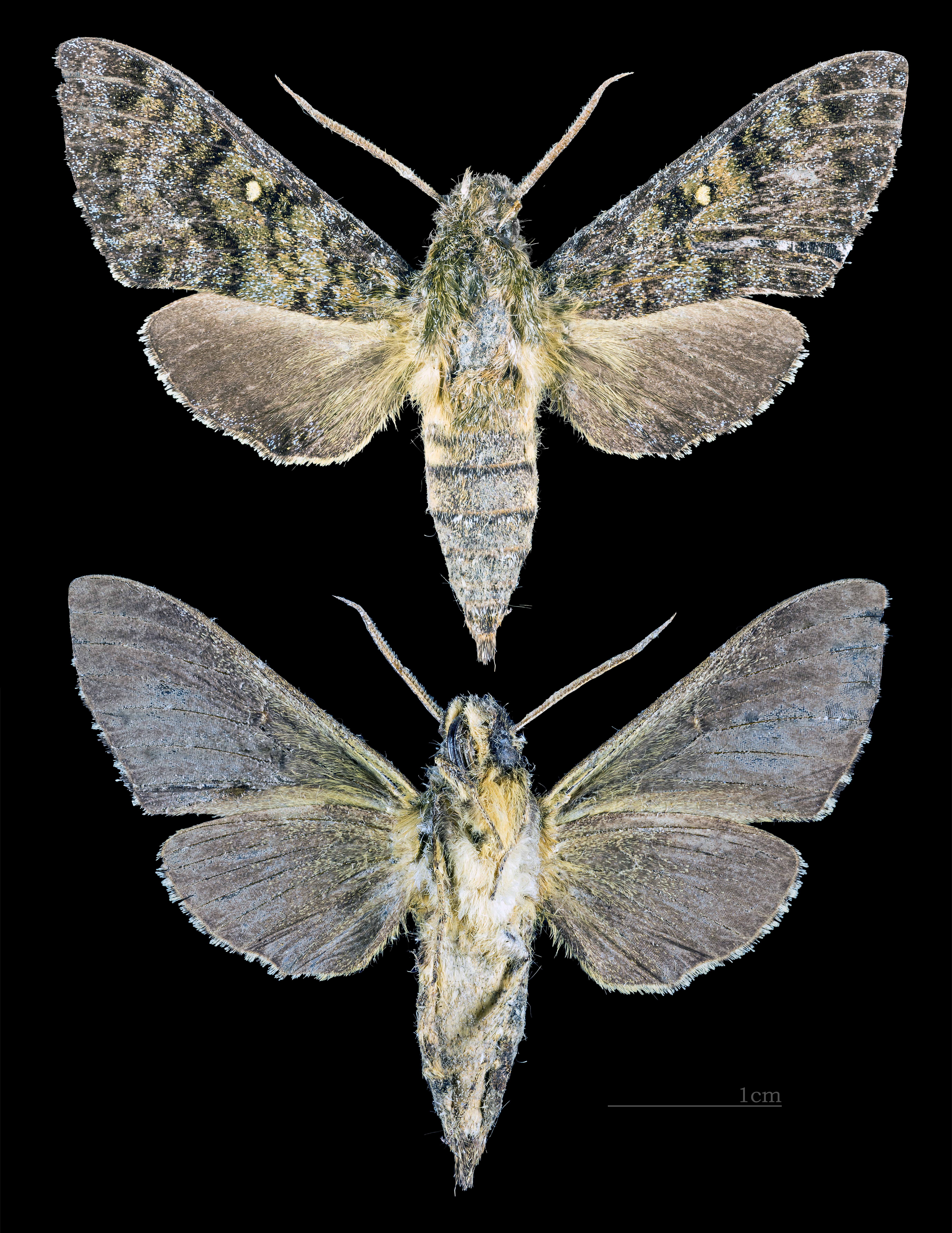
Pseudodolbina
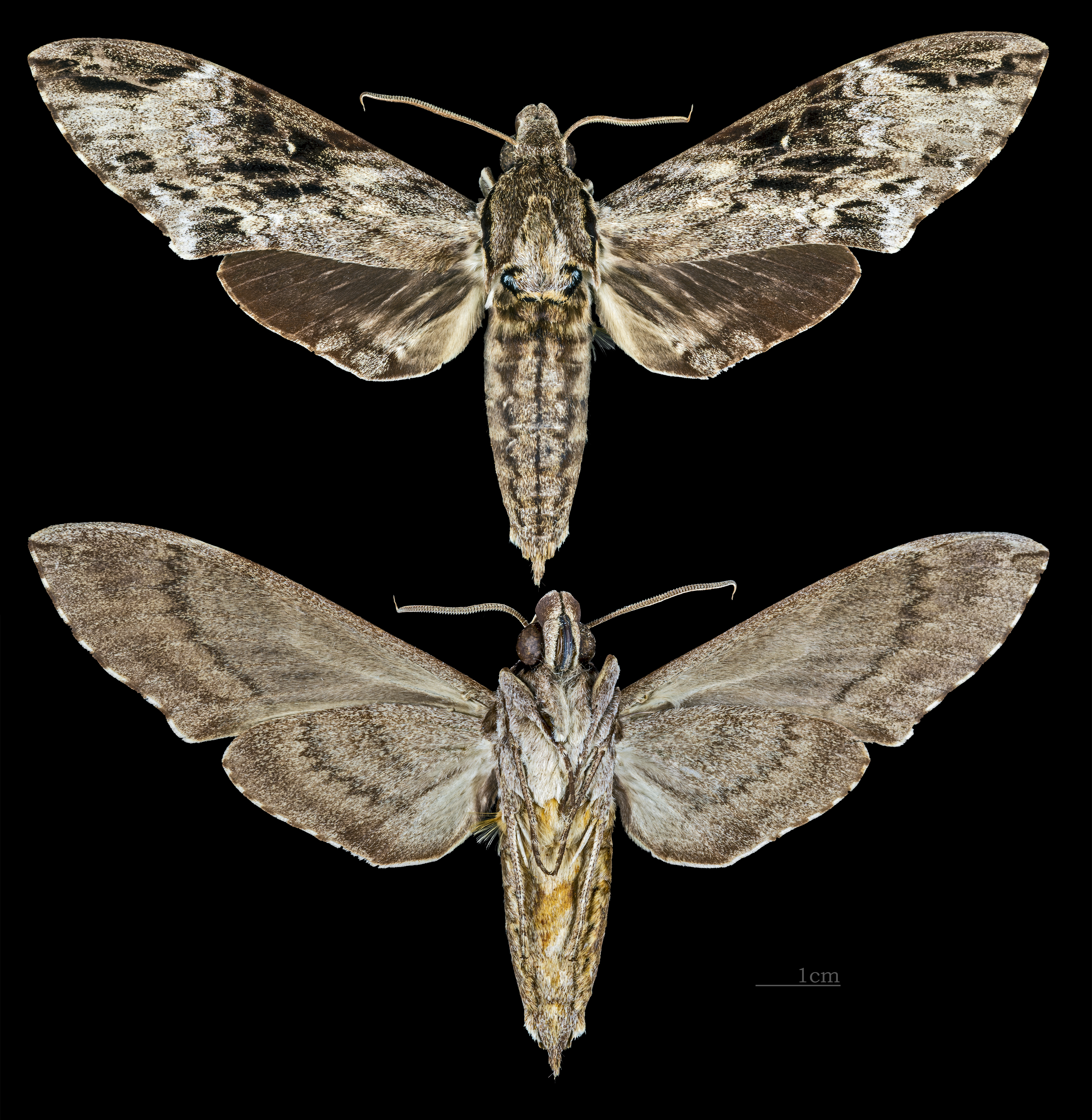
Psilogramma
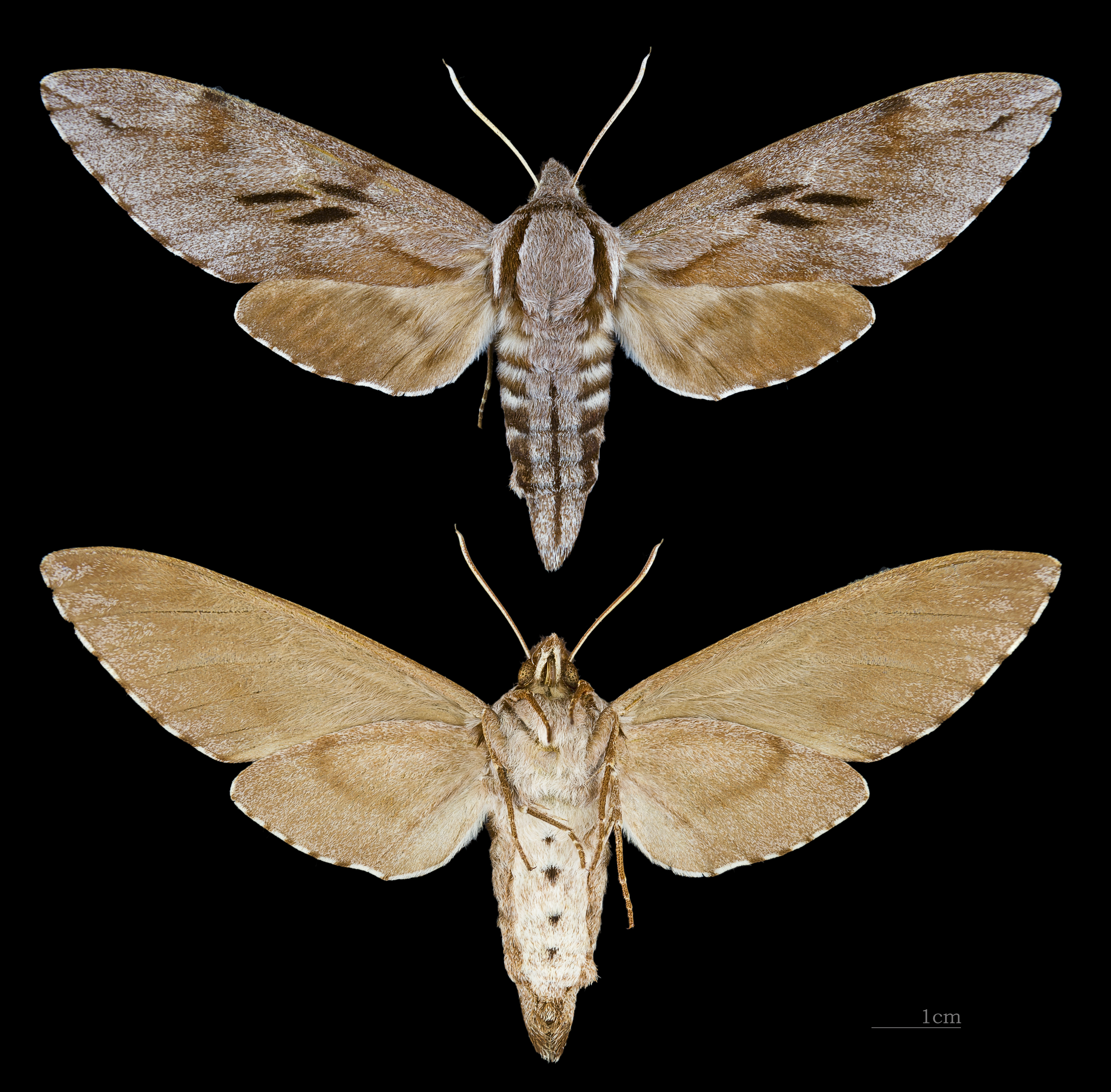
Sphinx